# Sabang
Sabang ist eine autonome Stadt (indonesisch Kota) in der indonesischen Provinz Aceh, gelegen in deren äußerstem Nordwesten auf der Insel Weh vor der Küste Sumatras. Sabang ist die westlichste Stadt des Landes und die kleinste aller 34 Kota auf der Insel Sumatra. Sie umfasst ein Gebiet von 122,06 km² und hat 43.395 Einwohner (Jahresmitte 2023).

## Geographie
Sabang erstreckt sich zwischen 5°46′28″ und 5°54′28″ n. Br. sowie zwischen 95°13′13’02″ und 95°22′36″ ö. L. Als Kota ist sie einem Regierungsbezirk (indonesisch Kabupaten) gleichgestellt und besteht aus fünf Inseln: der Hauptinsel Pulau Weh auf der sich alle 18 Dörfer (indonesisch Gampong) befinden sowie vier bedeutend kleineren Inseln (Rubiah, Seulako, Klah und Rondo). Letztere (zum Gampong Iboih gehörig) liegt abseits, etwa 20 Kilometer nordwärts. Von der Hauptinsel bis zur Insel Sumatra sind es etwa 16 Kilometer. Sabang liegt durchschnittlich 28 m über Meereshöhe.
Sabang hat wie ganz Indonesien tropisches Regenwaldklima (feuchttropisches Klima), was geprägt wird durch zwei Jahreszeiten, einer trockenen Jahreszeit und der Regenzeit. Die Temperaturen lagen im Jahr 2020 zwischen 23,6 °C (im November) und 32 °C (im Juni). Die Luftfeuchtigkeit schwankte zwischen 65 % im Juni 2020 und 93 % im April bzw. Dezember. Der Januar mit drei Regentagen war der niederschlagsärmste Monat (12,1 mm), während der Mai mit 19 Regentagen 390,9 mm Regen brachte. Durchschnittlich gab es 13 Regentage pro Monat.

## Verwaltungsgliederung
Seit Ende 2020 ist die Stadt in drei Unterbezirke oder Distrikte (indonesisch Kecamatan) unterteilt, die sich wiederum in 18 Dörfer (indonesisch Gampong) mit 77 Weilern (indonesisch Dusun  oder Jurong) gliedern. Alle Dörfer und Kecamatan befinden sich auf der Hauptinsel Weh.
| Code 1   | Kecamatan Distrikt | Ibu Kota Verwaltungssitz | Fläche (km²) | Einw. Zensus 2010 2 | Volkszählung 2020 | Volkszählung 2020 | Volkszählung 2020 | Anzahl der Gampong | Anzahl der Gampong |
| Code 1   | Kecamatan Distrikt | Ibu Kota Verwaltungssitz | Fläche (km²) | Einw. Zensus 2010 2 | Einwohner 3       | 0Dichte 40        | Sex Ratio 5       | Anzahl der Gampong | Anzahl der Gampong |
| -------- | ------------------ | ------------------------ | ------------ | ------------------- | ----------------- | ----------------- | ----------------- | ------------------ | ------------------ |
| 11.72.01 | Sukakarya          | Aneuk Laot               | 61,31        | 15.111              | 19.573            | 319,2             | 103,14            | 8                  |                    |
| 11.72.02 | Sukajaya           | Balohan                  | 60,82        | 15.542              | 21.624            | 355,5             | 101,64            | 10                 |                    |
| 11.72.03 | Sukamakmue00       | Batee Shok               |              |                     |                   |                   |                   |                    |                    |
| 11.72    | Kota Sabang        | Kota Sabang              | 122,13       | 30.653              | 41.197            | 337,3             | 102,35            | 18                 |                    |

## Demographie
Zur siebten Volkszählung im September 2020 (indonesisch Sensus Penduduk – SP2020) lebten in der Stadt Sabang 41.197 Menschen, davon 20.359 Frauen (49,42 %) und 20.838 Männer (50,58 %). Gegenüber dem letzten Zensus (2010) stieg der Frauenanteil um 0,31 % (15.600:15.053).
Zur Volkszählung 2020 waren 97,92 % der Bevölkerung Muslime, 1,19 % Christen (321 Protestanten und 140 Katholiken) sowie 0,89 % Buddhisten. Zur Glaubensausübung gab es 21 Moscheen und 68 Gebetsräume (indonesisch Mushola), zwei Kirchen und ein buddhistisches Kloster.

### Soziale Daten 2020
| Merkmal                                                            | Kabupaten | 0Provinz Aceh0 |
| ------------------------------------------------------------------ | --------- | -------------- |
| Arbeitslosenrate (%)                                               | 04,81     | 006,59         |
| Bevölkerung unterhalb der Armutsgrenze (Tsd.)0                     | 05,27     | 814,91         |
| Anteil der „armen Bevölkerung“ (indonesisch Penduduk miskin) (%)00 | 14,94     | 014,99         |
| HDI-Index                                                          | 75,78     | 071,99         |
| Lebenserwartung (in Jahren)                                        | 70,51     | 069,93         |
| Abhängigenquotient (%)                                             | 51,65     | 048,71         |
| Anteil der Altersgruppen                                           | 0Real0    | 0Prozentual0   |
| Kinder (<15 J.)                                                    | 11.7000   | 028,40         |
| arbeitsfähige Bevölkerung (15–64 J.)                               | 27.1650   | 065,94         |
| Rentner und Pensionäre (>65 J.)                                    | 02.3320   | 005,66         |

### Aktuelle Bevölkerungsdaten
Nachfolgende Tabelle gibt den Einwohnerstand per 31. Dezember 2022 wieder.
| Kecamatan     | Fläche | Einwohner gesamt | Männer | Frauen | Dichte Einw. je km² | Sex Ratio (100 M/F) | Anzahl der Gampong |
| ------------- | ------ | ---------------- | ------ | ------ | ------------------- | ------------------- | ------------------ |
| Sukakarya     | 017,06 | 13.899           | 07.045 | 06.854 | 814,7               | 102,79              | 5                  |
| Sukajaya      | 035,99 | 20.430           | 10.215 | 10.215 | 567,7               | 100,00              | 7                  |
| Sukamakmue    | 069,08 | 08.847           | 04.474 | 04.373 | 128,1               | 102,31              | 6                  |
| Kota Sabang00 | 122,13 | 43.176           | 21.734 | 21.442 | 353,5               | 101,36              | 18                 |

## Geschichte
Im Jahr 1965 wird die Gemeinde (indonesisch Kotamadya der Kotapraja) im Norden von Aceh auf fünf Inseln gebildet. Vierzehn Jahre später werden die zwei Kecamatan Sukajaya und Sukakarya gebildet und Sabang zu einer autonomen Stadt erklärt, gleichberechtigt mit den Regierungsbezirken.
Ende 2020 wird durch einen „Qanun“ mit Sukamakmue ein dritter Kecamatan aus der Taufe gehoben, der von den beiden vorhandenen Kecamatan jeweils drei Dörfer erhält und nun folgende Gampongs umfasst:
1. vom Kec. Sukakarya
  - Iboih (Zensus 2020: 1.316 Einw.)
  - Batee Shok (1.571)
  - Paya Seunara (3.209)
2. vom. Kec. Sukajaya
  - Beurawang (399)
  - Keuneukai (1.005)
  - Paya (694)

Dem neuen Kecamatan wird der Code 11.72.03 bzw. 117203 (BPS Jakarta) vergeben, es ist der 7255. Kecamatan in Indonesien und der 290. in der Provinz Aceh.

## Trivia
Der indonesische Ausspruch Dari Sabang sampai Merauke („von Sabang bis Merauke“) dient als Ausdruck für die Bezeichnung des ganzen indonesischen Territoriums, wobei mit Sabang die Insel Weh gemeint ist, etwa so, wie das in dem im Deutschlandlied besungene „Deutschland“ durch den Vers „Von der Maas bis an die Memel, von der Etsch bis an den Belt“ geographisch umgrenzt wird.